# 세스 릭스

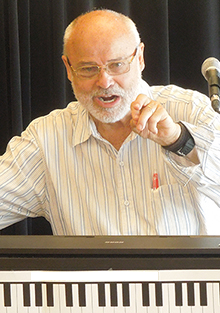

세스 릭스(Seth Riggs)는 미국의 보컬트레이너이며, 세스릭스발성(SLS) 테크닉의 창시자이다.
그의 제자들에는 레이 찰스(Ray Charles), 루더 밴드로스(Luther Vandross), 스티비 원더(Stevie Wonder), 조쉬 그로반(Josh Groban), 더스티 스프링필드(Dusty Springfield), 마이클 잭슨(Michael Jackson), 마돈나(Madonna), G.E.M(G.E.M Tang), 우피 골드버그(Whoopi Goldberg), 린다 해밀턴(Linda Hamilton) 등이 있으며, 125명 이상의 그래미상 수상자(Grammy Winner)를 배출하였다.

## 세스릭스 발성(SLS)[4]
세스릭스 발성(SLS) 테크닉은 'Speech Level Singing'을 뜻하며, 즉 '말하듯 편하게 노래한다'는 의미이다. 특정 이미지의 소리나, 고정된 소리 혹은 힘이 들어가거나 들어가지 않은 소리가 아니라 목소리의 균형된 상태로 각자 개인이 가진 고유의 목소리를 사용하여 편안하게 노래를 부르게 하는 발성 테크닉이다.
SLS 테크닉은 사람들이 말할 때처럼 편안한 상태로, 노래할 때 불필요한 외부근육의 사용을 줄이고, 성대내부근육의 사용을 통해 목소리의 균형된 상태를 만들어 브릿지를 이용하여 저음역대부터 고음역대까지 자연스럽고 편안하게 연결이 가능하도록 유도한다.